# Louis Bethléem
Ne doit pas être confondu avec René Bethléem.
Louis Bethléem, né le 7 avril 1869 à Steenwerck, dans le département du Nord, et mort le 18 aout 1940 à Perros-Guirec, dans celui des Côtes-d'Armor, est un prêtre catholique français qui s'est illustré dans la censure sous la Troisième République. 

## Biographie
Issu d'une famille modeste de laboureurs flamands très croyants et culturellement francophones,, Louis Bethléem est bachelier à 19 ans, élève du petit puis du grand séminaire de Cambrai de 1888 à 1894, ordonné prêtre le 29 janvier 1894 et est affecté en 1898 à la paroisse Sainte-Catherine de Lille.
Il est le frère de René Bethléem, également prêtre et auteur d'ouvrages religieux.
Il s'engage dans le mouvement des congrès catholiques qui combattent la Loi de séparation des Églises et de l'État et devient un des porte-paroles de la Fédération nationale catholique.
Il est l'auteur en 1904 d'un ouvrage, Romans à lire et romans à proscrire, sorte d'Index personnel qui atteindra 140 000 exemplaires en tirage cumulé (onze éditions successives dans le monde entier, notamment en Belgique et en Afrique) entre la date de sa parution et les années 1930. Le pape Pie X, qui le reçoit en audience privée en 1912, qualifie son œuvre d'« Opus mirificum » (œuvre magnifique). 
Le 15 mars 1908, il lance une revue bibliographique Romans-revue, transformée en 1919 en un guide périodique au titre susceptible de lui assurer une plus grande audience, la Revue des lectures. Il est le rédacteur en chef de ce magazine culturel qui atteint 145 000 abonnés (bibliothèques paroissiales mais aussi 6 000 éditeurs, libraires et hommes du livre) en 1932 et qui traite de littérature, de presse quotidienne, de radio et de cinéma. Paternaliste, il se présente en défenseur de la moralité et en pourfendeur du vice dans la littérature, notamment illustrée et destinée à la jeunesse. Il dénonce alors ceux qu'il qualifie de « gredins des lettres » dont Émile Zola et sa « rhétorique des égouts », George Sand  « la communiste »  ou encore Sigmund Freud. Dans la littérature pour la jeunesse, Les Pieds nickelés mais aussi Le Journal de Mickey sont ses bêtes noires. Mais trouvent grâce à ses yeux la Bibliothèque rose ou Charles Dickens. L'abbé Béthleem est alors vu comme « le père Fouettard de la littérature » par les caricaturistes de l'époque, « le garde champêtre chargé d'y maintenir l'ordre », associant antimaçonnisme, antisémitisme et antirépublicanisme. Il est plusieurs fois arrêté pour flagrant délit de destruction de magazines qu'il juge licencieux. En réaction, des surréalistes comme le poète Robert Desnos briseront des statuettes de saints, place Saint-Sulpice à Paris.
Son influence sur les acteurs du contrôle littéraire au Québec, notamment par le biais de Romans à lire et romans à proscrire et de la Revue des lectures est significative.
Avec l'arrivée du Front populaire au pouvoir et l'apparition des premiers congés payés, il lutte contre la « nudité » sur les plages, obligeant des communes à construire des cabines de bain. 
Il meurt en août 1940 à 71 ans, juste au début de l'Occupation. Sous la plume d'Émile Pouresy, le mensuel de la Ligue pour le relèvement de la moralité publique lui consacre alors un hommage vibrant.

## Postérité
Sa pensée et son prosélytisme ont inspiré le décret-loi du 29 juillet 1939 (Code de la famille qui donne aux associations, notamment les ligues de moralité, le droit d'ester en justice) et la Commission de surveillance et de contrôle des publications destinées à l'enfance et à l'adolescence créée par la loi du 16 juillet 1949.

## Écrits
- Romans à lire et romans à proscrire (1905 à 1928) (lire sur Wikisource, lire en ligne)